# فيلافرانكا دي قرطبة (قرطبة)
بلدية فيلافرانكا دي قرطبة (بالإسبانية: Villafranca de Córdoba)‏، هي إحدى بلديات مقاطعة قرطبة إحدى مقاطعات إسبانيا، و التي تقع في منطقة الأندلس جنوب إسبانيا.
يبلغ عدد سكانها 4.231 نسمة وفقاً لإحصائية سنة (2007).

## أعلام
- بيدرو كوندي
- خوسيه رويز سانشيز